# الامانس (کارولینای شمالی)
الامانس (به انگلیسی: Alamance) شهری در ایالت کارولینای شمالی کشور ایالات متحده آمریکا است که جمعیت آن در سرشماری سال ۲۰۱۰ میلادی، ۹۵۱ نفر بوده‌است.